# パコ
パコ（PACO）は、朝鮮民主主義人民共和国（北朝鮮）のピアノメーカー、ブランドである。

## 沿革
自国でもピアノを生産すべきである、という金正日の意向に沿う形で、1988年、朝鮮総連系の日本のピアノ製造会社との合弁で『平壌ピアノ合弁会社』が設立された。
アップライトピアノ製造を皮切りに、自動演奏ピアノ、グランドピアノなどを製造した。中国やインドネシア等にも輸出されていた。なお、日本国内での製造輸入は、『PACO』社が行なった。
現在は既に日本との合弁を解消している。

## 日本からの技術協力
製造が容易な部品のみを北朝鮮で作り、その他の部品は全て日本から輸入して組み立てていた。組み立てられた楽器は全て静岡県浜松市に送られて、最終調整を施した後に販路に乗せられた。北朝鮮製の部品の比率は、製造開始当時は1%程度であったとされている。
当時の日本においては、アップライトピアノの市場が飽和していた上に、デジタルピアノが登場した事により、アップライトピアノ製造を主とする工場は苦境を迎えていた。こうした状況下での、北朝鮮からの技術協力要請は、好意的に受け止められていた。日本人技術者が滞在しての技術指導は7年程度続いた。

## ブランド
- PACO（パコ）
- GRATIAE（グラチア）
- FEINTON（フェイントン、ファイントン）